# Imelda Marcos
Imelda Marcos (rođena kao Imelda Remedios Visitacion Romualdez) (Manila, 2. srpnja 1929.) – filipinska političarka i udovica 10. filipinskog predsjednika Ferdinanda Marcosa.
Njezini nadimci su "čelična leptirica" ili "željezna leptirica". Dolazi iz bogate obitelji. U mladosti je pobijeđivala na izborima ljepote.
Dok je bila supruga predsjednika, postala je poznata širom svijeta, zbog zbirke od 2700 pari cipela. Godine 2001., otvorila je muzej cipela u obućarskoj četvrti u filipinskom glavnom gradu Manili. Imelda je putovala po svijetu npr. u New York, gdje je trošila ogromne svote državnog novca na umjetnička djela. Njen interes za odjeću bio je naširoko poznat, pogotovo njena sklonost prema cipelama.
Njezin suprug Ferdinand Marcos nakon pet godina mandata, zabranio je izbore i vladao kao diktator. Tijekom vremena njegova vlast bila je sve više korumpirana i represivna. Politički protivnici su proganjani. Imelda Marcos imala je političke funkcije u vladi za vrijeme vlasti njena supruga. Puno je putovala po svijetu u sklopu diplomacije, a među ostalim državama, posjetila je i Jugoslaviju. Godine 1986., Ferdinand Marcos sišao je s vlasti, nakon niza prosvjeda.
Nakon svrgnuća, živjeli su na Havajima, gdje je i Ferdinand Marcos preminuo. Pet godina kasnije, Imelda se vratila na Filipine i pokušala je postati predsjednica, ali je izgubila izbore. Kasnije se ponovno kandidirala na izborima i postala saborska zastupnica. Ona je predstavljala tri područja (Manila, Leyte, Ilocos Norte).
Godine 2011., objavila je, da posjeduje bogatstvo od 22 milijuna američkih dolara te je druga najbogatija osoba na Filipinima. Od nje je bogatiji samo boksač i političar Manny Pacquiao.